# Campeonato Alagoano de Futebol de 2024 - Segunda Divisão
O Campeonato Alagoano de Futebol - Segunda Divisão de 2024, também conhecido como Alagoano Série B, foi a 39ª edição desta competição anualmente realizada pela Federação Alagoana de Futebol. A competição representa o segundo escalão do futebol de Alagoas.
A competição contou com a participação de 10 clubes e teve a previsão de início a partir do dia 7 de setembro, com previsão de término para o dia 9 de novembro. O campeão conquista o acesso para a Primeira Divisão em 2025. O Igaci conquistou seu segundo título na competição após derrotar o Zumbi por 1 a 0 na final. A equipe teve ainda o melhor ataque da primeira fase (19 gols), a melhor defesa (3 gols sofridos) e também o artilheiro da competição (Kawã, que marcou 6 gols).

## Regulamento
A competição será separada em 3 fases: Primeira Fase, Semifinais e Final.
Na Primeira Fase, as 10 equipes jogarão entre si, somente em partidas de ida, totalizando 9 rodadas. Os 4 melhores classificados dessa fase serão classificados para a Semifinal.
Nas Semifinais, as quatro equipes classificadas da fase anterior serão separadas em dois confrontos. Os confrontos serão definidos pelo cruzamento olímpico (1º colocado x 4º colocado; 2º colocado x 3º colocado). Os confrontos serão realizados em jogos de ida e volta com vantagem do mando de campo no segundo jogo para a equipe de melhor campanha na Primeira Fase, classificando-se para a Final as equipes melhores pontuadas. Em caso de empate nos confrontos, será dada a classificação para o clube de melhor campanha na Primeira Fase.
Na Final, os dois clubes classificados da fase anterior farão jogos de ida e volta com vantagem do mando de campo no segundo jogo para a equipe de melhor campanha, somados em todas as fases anteriores. Ao final dos confrontos, o clube que realizar a melhor campanha será declarado o Campeão da competição e terá seu acesso garantido para a Primeira Divisão em 2025. Em caso de empate nos confrontos, será realizado uma disputa de pênaltis para desempate.

### Critérios de desempate
Em caso de empate no número de pontos ganhos entre duas equipes ou mais, a classificação será definida pelos seguintes critérios técnicos:
1. Maior número de vitórias;
2. Maior saldo de gols;
3. Maior número de gols pró;
4. Confronto direto;
5. Menor número de cartões vermelhos recebidos;
6. Menor número de cartões amarelos recebidos;
7. Sorteio.

## Equipes participantes

### Promovidos e rebaixados
| Pos. | Rebaixados da Primeira Divisão de 2023 |
| ---- | -------------------------------------- |
| 8º   | Desportivo Aliança                     |

### Informações das equipes
| Baixa | Equipes rebaixadas da Primeira Divisão de 2023 |

## Técnicos
| Equipe             | Técnico |
| ------------------ | --- |
| CEO                | Neto Dantas (1ª—2º jogo da semifinal)                                                                                           |
| Desportivo Aliança | Hélio Amorim (1ª) Jeferson Vicente (2ª—9ª, primeira fase)                                                                       |
| Dimensão Saúde     | Gilmar Batista (1ª—4ª, 6—4ª, primeira fase) Cauã Pereira (5ª)                                                                   |
| FF Sport           | Elvis Oliveira (1ª—6ª) Jailton Farias (7ª—9ª, primeira fase)                                                                    |
| Guarany Alagoano   | Geninho (1ª, 6ª e 2º jogo da semifinal) Bebeto Moraes (2ª—5ª e 1º jogo da semifinal) Gideone Santos (8ª—9ª)                     |
| Igaci              | Alisson Ferreira (1ª, 3ª, 7ª e 1º jogo da semifinal) Elenilson Santos (2ª, 4ª—6ª, 8ª—9ª, 2º jogo da semifinal—2º jogo da final) |
| Jaciobá            | Distefano Brandão (1ª—9ª, primeira fase)                                                                                        |
| Miguelense         | Rogério Oliveira (1ª—9ª, primeira fase)                                                                                         |
| São Domingos       | Alexandre Gomes (1ª—2ª, 6ª) Marcelo Cordeiro (3ª—4ª) Allan Lima (5ª)                                                            |
| Zumbi              | Beto Soares (1ª—2º jogo da final)                                                                                               |

## Primeira fase

### Classificação
Atualizado até 13 de outubro. Fonte:

### Confrontos
| Mandante \| Visitante | CEO | DAL | DIM | FFS | GUA | IGA | JAC | MIG | SDM  | ZEC |
| --------------------- | --- | --- | --- | --- | --- | --- | --- | --- | ---- | --- |
| CEO                   | —   | 1–0 | 2–1 | 3–0 |     |     | 2–0 |     |      | 1–1 |
| Desportiva Aliança    |     | —   |     |     |     | 1–2 | 2–0 | 0–0 | 2–1  | 0–1 |
| Dimensão Capela       |     | 1–0 | —   | 1–1 | 2–3 | 0–1 | 1–0 |     |      |     |
| FF Sport Nova Cruz    |     | 0–2 |     | —   |     | 0–0 | 1–0 | 1–2 | 0–0  |     |
| Guarany Alagoano      | 1–0 | 1–0 |     | 0–0 | —   |     |     |     |      | 0–3 |
| Igaci                 | 1–0 |     |     |     | 0–1 | —   |     | 1–0 | 11–0 |     |
| Jacyobá               |     |     |     |     | 2–4 | 0–3 | —   | 2–1 | 3–0  |     |
| Miguelense            | 1–1 |     | 0–2 |     | 0–0 |     |     | —   |      | 0–1 |
| São Domingos          | 0–3 |     | 0–5 |     | 1–6 |     |     | 0–1 | —    |     |
| Zumbi                 |     |     | 1–0 | 3–2 |     | 1–0 | 3–0 |     | 3–0  | —   |

Os jogos irão começar a partir do dia 7 de setembro. Fonte:

Em vermelho, os jogos da próxima rodada

| Vitória do mandante | Vitória do visitante | Empate |

## Fase final
Em itálico, os clubes que jogarão como mandante o jogo da ida. Em negrito, os classificados.
|  | Semifinais       | Semifinais | Semifinais | Semifinais |   |       | Final | Final | Final | Final |
|  |                  |            |            |            |   |       |       |       |       |       |
|  | Zumbi            | 0          | 1          | 1          |   |       |       |       |       |       |
|  | CEO              | 0          | 0          | 0          |   |       |       |       |       |       |
|  | CEO              | 0          | 0          | 0          |   | Zumbi | 0     | 0     | 0     |       |
|  |                  |            |            |            |   | Zumbi | 0     | 0     | 0     |       |
|  |                  | Igaci      | 0          | 1          | 1 |       |       |       |       |       |
|  | Guarany Alagoano | Igaci      | 0          | 1          | 1 | 0     | 0     | 0     |       |       |
|  | Guarany Alagoano |            |            |            |   | 0     | 0     | 0     |       |       |
|  | Igaci            | 1          | 0          | 1          |   |       |       |       |       |       |

## Premiação
| Campeonato Alagoano Série B 2023 |
| Alagoas                          |
| -------------------------------- |
| Igaci Campeão (2.º título)       |